# (500616) 2012 UB146
(500616) 2012 UB146 es un asteroide perteneciente al cinturón de asteroides, región del sistema solar que se encuentra entre las órbitas de Marte y Júpiter, descubierto el 19 de octubre de 2012 por el equipo del Mount Lemmon Survey desde el Observatorio del Monte Lemmon, Arizona, Estados Unidos.

## Designación y nombre
Designado provisionalmente como 2012 UB146. 

## Características orbitales
2012 UB146 está situado a una distancia media del Sol de 3,151 ua, pudiendo alejarse hasta 3,367 ua y acercarse hasta 2,934 ua. Su excentricidad es 0,068 y la inclinación orbital 11,27 grados. Emplea 2043,02 días en completar una órbita alrededor del Sol.

## Características físicas
La magnitud absoluta de 2012 UB146 es 15,9. 